# Xenopsylla hipponax
Xenopsylla hipponax är en loppart som beskrevs av De Meillon 1942. Xenopsylla hipponax ingår i släktet Xenopsylla och familjen husloppor. Inga underarter finns listade i Catalogue of Life.